# IC 1618
IC 1618 је лентикуларна галаксија у сазвјежђу Рибе која се налази на листи објеката дубоког неба у Индекс каталогу.
Деклинација објекта је + 32° 24' 46" а ректасцензија 1h 5m 55,9s. Привидна величина (магнитуда) објекта IC 1618 износи 14,7 а фотографска магнитуда 15,7. IC 1618 је још познат и под ознакама UGC 671, CGCG 501-78, NPM1G +32.0041, PGC 3899.